# Vincent François Jean-Noël Dulague
Vincent François Jean-Noël Dulague, né le 24 décembre 1729 à Dieppe et mort le 9 septembre 1805 à Rouen, est un hydrographe français.

## Biographie
Professeur d'hydrographie au collège royal de Rouen, il est l'auteur de deux ouvrages qui furent des références des écoles de marine :
Leçons de navigation (1768) et Principes de navigation, ou Abrégé de la théorie et de la pratique du pilotage (1787).
Admis en 1756 à l'Académie des sciences, belles-lettres et arts de Rouen, il en est le directeur de 1766 à 1767.
Il reçut de l'amiral de Bourbon une commission officielle pour enseigner l'hydrographie. Ses cours n'eurent de succès que lorsqu'il fut nommé au collège de Rouen. Son audience fut alors telle qu'il prit la décision de publier en 1768 un traité intitulé Leçons de navigation. Cet ouvrage, adopté par toutes les Écoles d'hydrographie, fut réédité jusqu'à 12 fois, la dernière édition datant de 1849.
Ainsi qu'il le disait lui-même dans l'Avertissement, ces leçons étaient principalement extraites du Traité de navigation de Pierre Bouguer, revu et abrégé par l'abbé de La Caille, de l'Académie des sciences (1760).
Il meurt à son domicile, no 7 rue de la Seille à Rouen, des suites d’une rétention d’urine.

## Publications
- Observations du passage de la lune par les hyades : le 25 septembre 1755 et le 7 mars 1756 faites à Rouen, Paris, Imprimerie royale
- Observation de l'éclipse de lune : faite à Rouen le 22 novembre 1760, Paris, Imprimerie royale
- Leçons de navigation, Rouen, Besongne, 1768, 50 p. (lire en ligne)
- Observations de la comète découverte par M. Messier le 1. avril 1771 : faites à l'observatoire de Saint-Lô, à Rouen, Paris, Imprimerie royale, 1776
- Principes de navigation, ou Abrégé de la théorie et de la pratique du pilotage, Rouen, J. Racine, 1787, 248 p., in-8o
- Recueil de tables astronomiques, s.l., s.d.